# Concierto para piano (Poulenc)
El Concierto para piano en do sostenido menor, FP 146 fue compuesto por Francis Poulenc en 1949. Es el último de sus cinco conciertos. Escrito por encargo de la Orquesta Sinfónica de Boston, tiene tres movimientos, y dura alrededor de 20 minutos.

## Historia
Este melódico y enérgico concierto fue un encargo de la Orquesta Sinfónica de Boston (BSO) para restaurar las relaciones entre París, ciudad natal de Poulenc, y los Estados Unidos después de la Segunda Guerra Mundial. Fue estrenado por la BSO bajo la batuta de Charles Munch y el compositor al piano, el 6 de enero de 1950, pero no fue particularmente bien recibida. Se señaló que hubo «más simpatía que verdadero entusiasmo», que el autor atribuye al hecho de que la audiencia había escuchado demasiado Sibelius. Un crítico escribió en Le Figaro: «Ciertamente no es un concierto, sino una imagen manierista, ejecutada por un maestro menor». Pero Poulenc escribió: «llevé una austera existencia en esta puritana ciudad».

## Estructura y análisis
El concierto consta de tres movimientos:
- I. Allegretto, en do sostenido menor
- II. Andante con moto, en mi bemol mayor
- IIII. Rondeau à la française, en fa sostenido menor → fa sostenido mayor

Cada uno de los tres movimientos del movimiento es más corto que el anterior. El primer movimiento, que recuerda a varios temas de Rajmáninov, deambula de aquí para allá, sin concretarse en algo concreto; hay tenues sugerencias de la ópera de Poulenc Diálogos de las Carmelitas. El Andante con moto adquiere un cierto reposo después de su tierno y triste inicio. El último movimiento incorpora el antiguo canto marino a la claire fontaine, que comienza igual y se confunde con Swanee River de Stephen Foster; Poulenc incorpora varios ritmos brasileños Maxixe.